# Hairspray (película de 1988)
Hairspray es una película estadounidense cómica de 1988 dirigida por John Waters y protagonizada por Ricki Lake y Divine. El film independiente puso de relieve tanto la discriminación que sufren las mujeres con sobrepeso como la segregación racial contra los afroamericanos en la década de 1960. En 2007 se estrenó una remake homónima en versión musical y protagonizada por John Travolta, Michelle Pfeiffer y Christopher Walken.

## Argumento
Tracy Turnbland (Ricki Lake) y su mejor amiga Penny Pingleton (Leslie Ann Powers), audicionan para El Show de Corny Collins un popular show de jóvenes bailarines de Baltimore (basado en uno de la vida real en USA llamado The Buddy Deane Show. A pesar de su sobrepeso, Tracy se vuelve un ídolo en el programa, haciéndole competencia a la aspirante a reina del show: Amber Von Tussle (Collen Fitzpatrick), una malvada, privilegiada y bella compañera de secundaria cuyos padres, Velma (Debbie Harry) y Franklin Von Tussle (Sonny Bono) son dueños del Tilted Acres amusement park (basado en el Gwynn Oak Amusement Park de Baltimore, donde los conflictos raciales ocurrían) Tracy roba el novio de Amber, Link Larkin (Michael St. Gerard) y compite con ella por el título de Miss Auto Show '63 ganando el odio de Amber.
La fama de Tracy, la hace ser la modelo para tallas grandes en la tienda del Sr. Pinky (Alan Wendl). Además, ella impone moda con su gran peinado, por esto, es enviada a la oficina del Director, quien la envía a la sala de detención donde conoce a compañeros de secundaria negros, donde también conoce a Seaweed (Clayton Prince), hijo de la dueña de una tienda de música R&B Motormouth Maybelle quién además conduce el 'Negro Day' en el show de Collins.

## Reparto
- Ricki Lake: Tracy Turnblad
- Divine: Edna Turnblad/Arvin Hodgepile
- Sonny Bono: Franklin Von Tussle
- Ruth Brown: Motormouth Maybelle
- Debbie Harry: Velma Von Tussle
- Jerry Stiller: Wilbur Turnblad
- Colleen Fitzpatrick: Amber Von Tussle
- Michael St.Gerard: Link Larkin
- Leslie Ann Powers: Penny Pingleton
- Clayton Prince: Seaweed
- Mink Stole: Tammy
- Shawn Thompson: Corny Collins
- Jo Ann Havrilla: Prudence Pingleton
- Alan Wendl: Mr. Pinky
- Pia Zadora: Beatnik Chick
- Ric Ocasek: Beatnik Cat
- Holter Graham

## Producción
John Waters tiene un papel secundario en esta película interpretando a un psiquiatra. Ricki Lake tuvo que comer mucho para mantener el peso y su apariencia física grande, porque, de hecho, las clases de baile que había tomado durante la película constantemente la hacían lucir más delgada.
El Corny Collins Show se basa en un programa de televisión clásico estadounidense de 1957, llamado The Buddy Deane Show. 

## Banda sonora
La banda sonora fue lanzada el 27 de enero de 1995 por MCA Records. En el CD aparece una canción original de Rachel Sweet y once otras canciones, en su mayoría de la década de 1960 por Gene Pitney, Toussaint McCall, entre otros.

### Canciones adicionales
Otras canciones aparecen en la película, pero no están en la banda sonora, las cuales se enumeran a continuación: 
- "Limbo Rock" – Chubby Checker
- "Day-O" – Pia Zadora Nunca fue lanzada como un solo
- "Duke of Earl" – Gene Chandler
- "Train to Nowhere" – The Champs
- "Dancin' Party", Chubby Checker
- "The Fly".- Chubby Checker
- "The Bird"- The Dutones
- "Pony Time" – Chubby Checker
- "Hide and Go Seek" – Bunker Hill
- "Mashed Potato Time" – Dee Dee Sharp
- "Gravy (For My Mashed Potatoes)" – Dee Dee Sharp
- "Waddle, Waddle" – The Bracelettes
- "Do the New Continental" – The Dovells
- "You Don't Own Me" – Lesley Gore
- "Life's Too Short" – The Lafayettes